# Llista de monuments del Baix Ebre
Llista de monuments del Baix Ebre inclosos en l'Inventari del Patrimoni Arquitectònic Català. Inclou els inscrits en el Registre de Béns Culturals d'Interès Nacional (BCIN) amb la classificació de monuments històrics, els Béns Culturals d'Interès Local (BCIL) de caràcter immoble i la resta de béns arquitectònics integrants del patrimoni cultural català.
| Monument                         | Protecció     | Estil/època     | Localització                                                                                   | Coordenades                          | Codi?     | Imatge |
| -------------------------------- | ------------- | --------------- | ---------------------------------------------------------------------------------------------- | ------------------------------------ | --------- | --- |
| Coeteres de les Terres de l'Ebre | BCIN 4373-ZIE | Obra popular XX | L'Aldea, l'Ampolla, Amposta, Camarles, Deltebre, Sant Carles de la Ràpita, Sant Jaume d'Enveja | 40° 34′ N, 0° 39′ E / 40.57°N,0.65°E | IPA-45456 | Coeteres de les Terres de l'Ebre · Vegeu més fotos d'aquest monument · Carregueu una nova foto d'aquest monument |

## L'Aldea
| Monument                                                                  | Protecció   | Estil/època                   | Localització                                           | Coordenades                                          | Codi?         | Imatge |
| ------------------------------------------------------------------------- | ----------- | ----------------------------- | ------------------------------------------------------ | ---------------------------------------------------- | ------------- | --- |
| Torre de l'Aldea                                                          | BCIN 751-MH | Obra popular XV-XVI           | L'Aldea Santuari de la Mare de Déu de l'Aldea          | 40° 43′ 55″ N, 0° 37′ 41″ E / 40.731896°N,0.628086°E | RI-51-0006559 | Torre de l'Aldea · Vegeu més fotos d'aquest monument · Carregueu una nova foto d'aquest monument                   |
| Torre de la Candela                                                       | BCIN 752-MH | Obra popular XV-XVI           | L'Aldea Ctra. N-340, km 1083-1084                      | 40° 43′ 23″ N, 0° 35′ 26″ E / 40.723066°N,0.590607°E | RI-51-0006560 | Torre de la Candela (l'Aldea) · Vegeu més fotos d'aquest monument · Carregueu una nova foto d'aquest monument      |
| Torre de Burjassénia                                                      | BCIN 753-MH | Obra popular XV-XVI           | L'Aldea Ctra. N-340, km 1085                           | 40° 43′ 59″ N, 0° 35′ 46″ E / 40.733078°N,0.595989°E | RI-51-0006561 | Torre de Burjassénia (l'Aldea) · Vegeu més fotos d'aquest monument · Carregueu una nova foto d'aquest monument     |
| Torre de Benixarop, o Torre de Vinaixarop                                 | BCIN 754-MH | Obra popular XV-XVI           | L'Aldea Entre el barranc de Vinaixarop i dels Pixadors | 40° 47′ 26″ N, 0° 36′ 53″ E / 40.790664°N,0.614808°E | RI-51-0006562 | Torre de Benixarop (l'Aldea) · Vegeu més fotos d'aquest monument · Carregueu una nova foto d'aquest monument       |
| Església de Santa Maria de l'Aldea, o Ermita de la Mare de Déu de l'Aldea |             | Romànic, renaixement XII-XVII | L'Aldea                                                | 40° 43′ 54″ N, 0° 37′ 42″ E / 40.731758°N,0.628265°E | IPA-13354     | Església de Santa Maria de l'Aldea · Vegeu més fotos d'aquest monument · Carregueu una nova foto d'aquest monument |
| Església de Sant Josep                                                    |             | Darreres tendències XX (1981) | L'Aldea Ctra. N-340, l'Hostal dels Alls                | 40° 44′ 27″ N, 0° 36′ 35″ E / 40.740882°N,0.609795°E | IPA-13355     | Església de Sant Josep (l'Aldea) · Vegeu més fotos d'aquest monument · Carregueu una nova foto d'aquest monument   |
| Església de Sant Ramon                                                    |             | Obra popular XX (1909)        | L'Aldea C. Sant Ramon, barri de l'Estació              | 40° 44′ 55″ N, 0° 37′ 25″ E / 40.748742°N,0.623626°E | IPA-13356     | Església de Sant Ramon (l'Aldea) · Vegeu més fotos d'aquest monument · Carregueu una nova foto d'aquest monument   |
| Plaça de Bous                                                             |             | Obra popular XIX              | L'Aldea Ermita de Santa Maria de l'Aldea               | 40° 43′ 54″ N, 0° 37′ 42″ E / 40.731599°N,0.628337°E | IPA-13357     | Carregueu una nova foto d'aquest monument                                                                          |

## Aldover
| Monument                            | Protecció | Estil/època              | Localització                         | Coordenades                                          | Codi?     | Imatge                                    |
| ----------------------------------- | --------- | ------------------------ | ------------------------------------ | ---------------------------------------------------- | --------- | ----------------------------------------- |
| Església parroquial de la Nativitat | BCIL 1982 | Neoclassicisme XVIII-XIX | Aldover Pl. de l'Església            | 40° 52′ 47″ N, 0° 30′ 00″ E / 40.879702°N,0.500072°E | IPA-13360 | Carregueu una nova foto d'aquest monument |
| Via Crucis, Capella del Via Crucis  |           | Neoclassicisme XVIII-XIX | Aldover Camí del Cementiri           | 40° 52′ 44″ N, 0° 29′ 47″ E / 40.878979°N,0.496512°E | IPA-13361 | Carregueu una nova foto d'aquest monument |
| L'Hort de la Pomera                 |           | Modernisme XIX-XX        | Aldover Ctra. Tortosa-Gandesa, km 36 | 40° 52′ 22″ N, 0° 30′ 06″ E / 40.872671°N,0.501589°E | IPA-13362 | Carregueu una nova foto d'aquest monument |
| Casa Tomàs                          |           | Obra popular XVIII-XIX   | Aldover Pl. Espanya, 11-13A          | 40° 52′ 47″ N, 0° 30′ 02″ E / 40.879768°N,0.500619°E | IPA-13363 | Carregueu una nova foto d'aquest monument |

## Alfara de Carles
| Monument                                  | Protecció   | Estil/època                | Localització                                           | Coordenades                                          | Codi?         | Imatge |
| ----------------------------------------- | ----------- | -------------------------- | ------------------------------------------------------ | ---------------------------------------------------- | ------------- | --- |
| Castell de Carles, o Castell del Toscar   | BCIN 765-MH | Romànic XII-XV             | Alfara de Carles                                       | 40° 51′ 03″ N, 0° 21′ 35″ E / 40.850765°N,0.359747°E | RI-51-0006563 | Castell de Carles (Alfara de Carles) · Vegeu més fotos d'aquest monument · Carregueu una nova foto d'aquest monument                  |
| Torre-campanar de l'església              | BCIN 766-MH | Medieval, XVIII            | Alfara de Carles Església parroquial de Sant Agustí    | 40° 52′ 22″ N, 0° 24′ 01″ E / 40.872904°N,0.400306°E | RI-51-0006564 | Torre-campanar de l'església (Alfara de Carles) · Vegeu més fotos d'aquest monument · Carregueu una nova foto d'aquest monument       |
| Església parroquial de Sant Agustí        | BCIL 1982   | Barroc XVIII-XIX           | Alfara de Carles C. Martín Gimeno, 8                   | 40° 52′ 22″ N, 0° 24′ 01″ E / 40.872831°N,0.400362°E | IPA-13365     | Església parroquial de Sant Agustí (Alfara de Carles) · Vegeu més fotos d'aquest monument · Carregueu una nova foto d'aquest monument |
| Antiga església parroquial de Sant Agustí | BCIL 1982   | Romànic XI-XIII            | Alfara de Carles Al cim del nucli urbà                 | 40° 52′ 23″ N, 0° 24′ 00″ E / 40.87311°N,0.40008°E   | IPA-13366     | Carregueu una nova foto d'aquest monument                                                                                             |
| Fàbrica Pallarés                          |             | Obra popular XVIII         | Alfara de Carles En un descampat al camí cap al Toscar | 40° 51′ 24″ N, 0° 22′ 09″ E / 40.856784°N,0.369090°E | IPA-13367     | Fàbrica Pallarés (Alfara de Carles) · Vegeu més fotos d'aquest monument · Carregueu una nova foto d'aquest monument                   |
| Ermita de Sant Julià de Carles            | BCIL 1982   | Gòtic XII-XIII             | Alfara de Carles En un descampat a la ctra. al Toscà   | 40° 51′ 05″ N, 0° 21′ 32″ E / 40.8515°N,0.35891°E    | IPA-13368     | Carregueu una nova foto d'aquest monument                                                                                             |
| Ermita de Santa Magdalena                 |             | Obra popular XIX           | Alfara de Carles El Toscar                             | 40° 50′ 41″ N, 0° 21′ 14″ E / 40.84461°N,0.35382°E   | IPA-13369     | Ermita de Santa Magdalena (Alfara de Carles) · Vegeu més fotos d'aquest monument · Carregueu una nova foto d'aquest monument          |
| Ermita de Santa Llúcia                    | BCIL 1982   | Obra popular, barroc XVIII | Alfara de Carles El Toscà                              | 40° 51′ 24″ N, 0° 22′ 10″ E / 40.856790°N,0.369528°E | IPA-13370     | Ermita de Santa Llúcia (Alfara de Carles) · Vegeu més fotos d'aquest monument · Carregueu una nova foto d'aquest monument             |

## L'Ametlla de Mar
| Monument                                                                            | Protecció    | Estil/època                  | Localització                                | Coordenades                                          | Codi?         | Imatge |
| ----------------------------------------------------------------------------------- | ------------ | ---------------------------- | ------------------------------------------- | ---------------------------------------------------- | ------------- | --- |
| Torre fortalesa de Sant Jordi d'Alfama, o Castell i fortí de Sant Jordi d'Alfama    | BCIN 6-MH    | Obra popular XIV, XVII-XVIII | L'Ametlla de Mar Urbanització de Sant Jordi | 40° 54′ 41″ N, 0° 49′ 55″ E / 40.911372°N,0.832013°E | RI-51-0005013 | Torre fortalesa de Sant Jordi d'Alfama (l'Ametlla de Mar) · Vegeu més fotos d'aquest monument · Carregueu una nova foto d'aquest monument |
| Torre de l'Àliga, o Torre de l'Àguila                                               | BCIN 1229-MH | XVI                          | L'Ametlla de Mar Urbanització l'Àliga, 32   | 40° 50′ 49″ N, 0° 45′ 43″ E / 40.846966°N,0.762072°E | RI-51-0006667 | Torre de l'Àliga (l'Ametlla de Mar) · Vegeu més fotos d'aquest monument · Carregueu una nova foto d'aquest monument                       |
| Torre de Salim                                                                      | BCIN 1833-MH |                              | L'Ametlla de Mar Desapareguda               | 40° 54′ 41″ N, 0° 49′ 56″ E / 40.911516°N,0.832355°E | IPA-2054      | Torre de Salim (l'Ametlla de Mar) · Vegeu més fotos d'aquest monument · Carregueu una nova foto d'aquest monument                         |
| Església parroquial de la Candelera, o Església de la Purificació de Nostra Senyora | BCIL 2010    | Historicisme XIX             | L'Ametlla de Mar C. Jaume Balmes, 13        | 40° 52′ 59″ N, 0° 48′ 10″ E / 40.88316°N,0.8027°E    | IPA-13372     | Església parroquial de la Candelera (l'Ametlla de Mar) · Vegeu més fotos d'aquest monument · Carregueu una nova foto d'aquest monument    |
| Antiga Llotja de Peix de l'Ametlla de Mar, Centre d'Interpretació de la Pesca       | BCIL 2008    |                              | L'Ametlla de Mar Port de l'Ametlla de Mar   | 40° 52′ 58″ N, 0° 48′ 11″ E / 40.882743°N,0.802938°E | IPA-41464     | Carregueu una nova foto d'aquest monument                                                                                                 |

## L'Ampolla
| Monument                 | Protecció    | Estil/època            | Localització | Coordenades                                          | Codi?         | Imatge                                    |
| ------------------------ | ------------ | ---------------------- | ------------ | ---------------------------------------------------- | ------------- | ----------------------------------------- |
| Torre de Cap-roig        | BCIN 1228-MH | XV-XVII                | L'Ampolla    | 40° 49′ 08″ N, 0° 43′ 56″ E / 40.818974°N,0.732242°E | RI-51-0006668 | Carregueu una nova foto d'aquest monument |
| Cabana de Borja del Maño |              | Obra popular XVIII-XIX | L'Ampolla    | 40° 48′ 49″ N, 0° 42′ 18″ E / 40.813748°N,0.705089°E | IPA-13377     | Carregueu una nova foto d'aquest monument |

## Benifallet
| Monument                                                                     | Protecció    | Estil/època                             | Localització                                                             | Coordenades                                          | Codi?         | Imatge |
| ---------------------------------------------------------------------------- | ------------ | --------------------------------------- | ------------------------------------------------------------------------ | ---------------------------------------------------- | ------------- | --- |
| Roca Folletera                                                               | BCIN 535-MH  | Medieval                                | Benifallet                                                               | 41° 00′ 41″ N, 0° 33′ 36″ E / 41.011261°N,0.559870°E | RI-51-0006592 | Carregueu una nova foto d'aquest monument                                                                                             |
| Castell de Benifallet                                                        | BCIN 792-MH  | Medieval                                | Benifallet                                                               | 40° 58′ 24″ N, 0° 31′ 07″ E / 40.973340°N,0.518630°E | RI-51-0006591 | Castell de Benifallet · Vegeu més fotos d'aquest monument · Carregueu una nova foto d'aquest monument                                 |
| Castell de Coll de Som                                                       | BCIN 1831-MH | Obra popular XIX                        | Benifallet Dalt del turó de Coll de Som                                  | 40° 55′ 51″ N, 0° 29′ 32″ E / 40.930873°N,0.492278°E | RI-51-0006810 | Carregueu una nova foto d'aquest monument                                                                                             |
| Església de Santa Maria de l'Assumpció                                       | BCIL 1982    | Barroc XVI-XIX                          | Benifallet Pl. de Farnós i de Vizcarro                                   | 40° 58′ 26″ N, 0° 31′ 05″ E / 40.973868°N,0.517929°E | IPA-13380     | Església de Santa Maria de l'Assumpció (Benifallet) · Vegeu més fotos d'aquest monument · Carregueu una nova foto d'aquest monument   |
| Creu de terme de Benifallet                                                  |              | Obra popular                            | Benifallet Sortida del poble en direcció a Rasquera                      | 40° 58′ 47″ N, 0° 31′ 26″ E / 40.979589°N,0.523801°E | IPA-13381     | Carregueu una nova foto d'aquest monument                                                                                             |
| Col·legi de Grau i de Gras                                                   | BCIL 1982    | Obra popular XX (1913)                  | Benifallet C. de Marcel·li Domingo, 26                                   | 40° 58′ 25″ N, 0° 31′ 01″ E / 40.973663°N,0.517074°E | IPA-13382     | Col·legi de Grau i de Gras (Benifallet) · Vegeu més fotos d'aquest monument · Carregueu una nova foto d'aquest monument               |
| Estació de tren de Benifallet                                                |              | Obra popular XX (1940)                  | Benifallet Riba dreta de l'Ebre a prop de la vall                        | 40° 58′ 09″ N, 0° 29′ 47″ E / 40.969235°N,0.496340°E | IPA-13383     | Estació de tren de Benifallet · Modifica el valor a Wikidata · Carregueu una nova foto d'aquest monument                              |
| Mas de la Vall                                                               |              | Obra popular XIX-XX                     | Benifallet Seguint el camí de l'estació de ferrocarril a mà dreta        | 40° 58′ 22″ N, 0° 29′ 50″ E / 40.972848°N,0.497295°E | IPA-13384     | Carregueu una nova foto d'aquest monument                                                                                             |
| Xalamera, o Chalamera                                                        |              | Obra popular XIII                       | Benifallet Ctra. N-230, km 27,5                                          | 40° 56′ 35″ N, 0° 29′ 16″ E / 40.943040°N,0.487790°E | IPA-13385     | Carregueu una nova foto d'aquest monument                                                                                             |
| Mas de Mollet                                                                |              |                                         | Benifallet A la riba dreta de l'Ebre en la zona coneguda com els Mollets | 40° 57′ 33″ N, 0° 30′ 25″ E / 40.959195°N,0.507038°E | IPA-13386     | Mas de Mollet (Benifallet) · Vegeu més fotos d'aquest monument · Carregueu una nova foto d'aquest monument                            |
| Ermita de la Nativitat de la Mare de Déu, Mare Déu de Dalt, Calvari          | BCIL 1982    | Romànic XIII                            | Benifallet C. de l'Ermita                                                | 40° 58′ 23″ N, 0° 31′ 05″ E / 40.97296°N,0.51797°E   | IPA-13387     | Ermita de la Nativitat de la Mare de Déu (Benifallet) · Vegeu més fotos d'aquest monument · Carregueu una nova foto d'aquest monument |
| Capella III del Via Crucis o Calvari                                         |              | Obra popular                            | Benifallet C. de l'Escaleta                                              |                                                      | IPA-13389     | Carregueu una nova foto d'aquest monument                                                                                             |
| Capella IX del Via Crucis o Calvari                                          |              | Obra popular                            | Benifallet C. de l'Escaleta                                              |                                                      | IPA-13390     | Carregueu una nova foto d'aquest monument                                                                                             |
| Torre de Mollet                                                              |              |                                         | Benifallet Els Mollets, a la dreta del riu molt a prop de la Xalamera    | 40° 57′ 28″ N, 0° 30′ 20″ E / 40.957815°N,0.505423°E | IPA-13391     | Carregueu una nova foto d'aquest monument                                                                                             |
| Aqüeducte de Xalamera, o els Pontets                                         |              | Obra popular                            | Benifallet Dins la finca de Xalamera                                     | 40° 56′ 36″ N, 0° 28′ 56″ E / 40.943439°N,0.482088°E | IPA-13392     | Carregueu una nova foto d'aquest monument                                                                                             |
| Monestir de Sant Hilarió, o Monestir de Sant Hilari                          |              | Barroc XVII-XVIII, XX                   | Benifallet Enclavat a la vall de Cardó                                   | 40° 57′ 08″ N, 0° 34′ 37″ E / 40.952271°N,0.577031°E | IPA-13393     | Carregueu una nova foto d'aquest monument                                                                                             |
| Ermita de Sant Onofre de l'Agulla                                            |              | XVII                                    | Benifallet Vall de Cardó                                                 | 40° 57′ 00″ N, 0° 34′ 24″ E / 40.950130°N,0.573295°E | IPA-13395     | Ermita de Sant Onofre de l'Agulla (Benifallet) · Vegeu més fotos d'aquest monument · Carregueu una nova foto d'aquest monument        |
| Capella de Sant Roc                                                          |              |                                         | Benifallet Vall de Cardó                                                 | 40° 57′ 11″ N, 0° 35′ 15″ E / 40.95309°N,0.587549°E  | IPA-13396     | Carregueu una nova foto d'aquest monument                                                                                             |
| Ermita de la Santíssima Trinitat, o Ermita de la Nativitat de Nostra Senyora |              |                                         | Benifallet Vall de Cardó                                                 | 40° 57′ 14″ N, 0° 34′ 44″ E / 40.95378°N,0.57901°E   | IPA-13397     | Ermita de la Santíssima Trinitat (Benifallet) · Vegeu més fotos d'aquest monument · Carregueu una nova foto d'aquest monument         |
| Ermita de Santa Anna                                                         |              | XVII                                    | Benifallet Vall de Cardó                                                 |                                                      | IPA-13398     | Carregueu una nova foto d'aquest monument                                                                                             |
| Ermita de Santa Agnès                                                        |              | XVII                                    | Benifallet Vall de Cardó                                                 | 40° 57′ 10″ N, 0° 35′ 01″ E / 40.952778°N,0.583509°E | IPA-13399     | Carregueu una nova foto d'aquest monument                                                                                             |
| Ermita de Sant Elies, o Ermita de Santa Maria de Borboll                     |              | XVII                                    | Benifallet Vall de Cardó                                                 |                                                      | IPA-13400     | Carregueu una nova foto d'aquest monument                                                                                             |
| Ermita de la Mare de Déu del Carme                                           |              | XVII                                    | Benifallet Vall de Cardó                                                 | 40° 57′ 13″ N, 0° 34′ 42″ E / 40.953648°N,0.578274°E | IPA-13401     | Carregueu una nova foto d'aquest monument                                                                                             |
| Ermita de Sant Joan Baptista                                                 |              | XVII                                    | Benifallet Vall de Cardó                                                 |                                                      | IPA-13402     | Carregueu una nova foto d'aquest monument                                                                                             |
| Ermita de Sant Bernat, o l'Ermita Cremada                                    |              | XVII                                    | Benifallet Vall de Cardó                                                 |                                                      | IPA-13403     | Carregueu una nova foto d'aquest monument                                                                                             |
| Ermita de Santa Teresa                                                       |              | XVII                                    | Benifallet Vall de Cardó                                                 | 40° 57′ 05″ N, 0° 34′ 41″ E / 40.951372°N,0.578096°E | IPA-13404     | Ermita de Santa Teresa (Benifallet) · Vegeu més fotos d'aquest monument · Carregueu una nova foto d'aquest monument                   |
| Ermita de Sant Simeó, o Ermita de la Columna                                 |              | XVII                                    | Benifallet Ermitatge de Cardó                                            | 40° 56′ 58″ N, 0° 34′ 48″ E / 40.94958°N,0.58006°E   | IPA-13405     | Ermita de Sant Simeó (Benifallet) · Vegeu més fotos d'aquest monument · Carregueu una nova foto d'aquest monument                     |
| Ermita del Sant Àngel, o Ermita del Sant Àngel Custodi                       |              | XVII                                    | Benifallet Vall de Cardó                                                 |                                                      | IPA-13406     | Ermita del Sant Àngel (Benifallet) · Vegeu més fotos d'aquest monument · Carregueu una nova foto d'aquest monument                    |
| Ermita de Sant Josep                                                         |              | XVII                                    | Benifallet Vall de Cardó                                                 | 40° 57′ 03″ N, 0° 35′ 03″ E / 40.950795°N,0.584290°E | IPA-13407     | Ermita de Sant Josep (Benifallet) · Vegeu més fotos d'aquest monument · Carregueu una nova foto d'aquest monument                     |
| Ermita de Sant Jeroni                                                        |              | XVII                                    | Benifallet Vall de Cardó                                                 | 40° 56′ 55″ N, 0° 34′ 38″ E / 40.948658°N,0.577184°E | IPA-13408     | Carregueu una nova foto d'aquest monument                                                                                             |
| Aqüeducte del Desert de Sant Hilarió o de Cardó                              |              | Obra popular XVII-XX                    | Benifallet Vall de Cardó                                                 |                                                      | IPA-13409     | Carregueu una nova foto d'aquest monument                                                                                             |
| Balneari de Cardó                                                            | BCIL 1982    | Eclecticisme, noucentisme XVIII-XIX, XX | Benifallet A 9 km de Rasquera                                            | 40° 57′ 09″ N, 0° 34′ 36″ E / 40.952510°N,0.576726°E | IPA-14115     | Balneari de Cardó (Benifallet) · Vegeu més fotos d'aquest monument · Carregueu una nova foto d'aquest monument                        |

Per l'Assut de Xerta vegeu el municipi de Xerta.

## Camarles
| Monument                          | Protecció   | Estil/època         | Localització               | Coordenades                                          | Codi?         | Imatge |
| --------------------------------- | ----------- | ------------------- | -------------------------- | ---------------------------------------------------- | ------------- | --- |
| Torre de la Granadella            | BCIN 596-MH | Romànic XIII        | Camarles                   | 40° 46′ 04″ N, 0° 39′ 45″ E / 40.767744°N,0.662428°E | RI-51-0006605 | Torre de la Granadella (Camarles) · Vegeu més fotos d'aquest monument · Carregueu una nova foto d'aquest monument            |
| La Torre de Camarles              | BCIN 597-MH | Romànic XIII-XIV    | Camarles C. Trenta         | 40° 46′ 38″ N, 0° 40′ 28″ E / 40.777304°N,0.674427°E | RI-51-0006606 | La Torre de Camarles · Vegeu més fotos d'aquest monument · Carregueu una nova foto d'aquest monument                         |
| Església parroquial de Sant Jaume | BCIL 1982   | Obra popular XIX-XX | Camarles C. Vint-i-cinc, 2 | 40° 46′ 19″ N, 0° 40′ 10″ E / 40.77196°N,0.66932°E   | IPA-36444     | Església parroquial de Sant Jaume (Camarles) · Vegeu més fotos d'aquest monument · Carregueu una nova foto d'aquest monument |

## Deltebre
| Monument                                 | Protecció    | Estil/època                              | Localització                                           | Coordenades                                          | Codi?         | Imatge |
| ---------------------------------------- | ------------ | ---------------------------------------- | ------------------------------------------------------ | ---------------------------------------------------- | ------------- | --- |
| Torre de l'Àngel Custodi o de Sòl-de-riu | BCIN 816-MH  | Obra popular                             | Deltebre desembocadura de l'Ebre                       |                                                      | RI-51-0006621 | Carregueu una nova foto d'aquest monument                                                                           |
| Torre Curta                              | BCIN 1683-MH | XVI-XVII                                 | Deltebre Sense restes                                  | 40° 44′ 32″ N, 0° 42′ 55″ E / 40.742296°N,0.715304°E | RI-51-0006758 | Carregueu una nova foto d'aquest monument                                                                           |
| Església de Sant Miquel                  |              | Darreres tendències anys 40 del segle xx | [[la Cava]] Carrer Major, 23, la Cava                  | 40° 43′ 05″ N, 0° 44′ 06″ E / 40.718156°N,0.734908°E | IPA-13414     | Església de Sant Miquel (Deltebre) · Vegeu més fotos d'aquest monument · Carregueu una nova foto d'aquest monument  |
| Església a Jesús i Maria                 |              | Obra popular XX                          | Deltebre Pl. Major, Jesús i Maria                      | 40° 43′ 29″ N, 0° 41′ 57″ E / 40.724719°N,0.699214°E | IPA-13415     | Església a Jesús i Maria (Deltebre) · Vegeu més fotos d'aquest monument · Carregueu una nova foto d'aquest monument |
| Mas de Bonastre                          |              | Obra popular                             | Deltebre Camí de les Fieres                            |                                                      | IPA-13416     | Carregueu una nova foto d'aquest monument                                                                           |
| Masia del Peixero                        |              | Obra popular XIX                         | Deltebre Finca Peixero                                 | 40° 44′ 37″ N, 0° 44′ 31″ E / 40.743574°N,0.742017°E | IPA-13417     | Carregueu una nova foto d'aquest monument                                                                           |
| Barraca d'en Clavero                     |              | Obra popular                             | Deltebre                                               | 40° 44′ 44″ N, 0° 44′ 08″ E / 40.74557°N,0.73566°E   | IPA-13418     | Carregueu una nova foto d'aquest monument                                                                           |
| Pont dels Moros I                        |              | Neoclassicisme XVIII                     | Deltebre Sobre un canal al costat de la ctra. a Riumar | 40° 42′ 15″ N, 0° 47′ 10″ E / 40.704189°N,0.786129°E | IPA-13419     | Pont dels Moros I (Deltebre) · Vegeu més fotos d'aquest monument · Carregueu una nova foto d'aquest monument        |
| Pont dels Moros II                       |              | Neoclassicisme XVIII                     | Deltebre Pl. Eliseo Vives, urb. Riumar                 | 40° 42′ 15″ N, 0° 47′ 10″ E / 40.70419°N,0.78613°E   | IPA-13420     | Pont dels Moros II (Deltebre) · Vegeu més fotos d'aquest monument · Carregueu una nova foto d'aquest monument       |

## Paüls
| Monument                             | Protecció    | Estil/època                   | Localització                             | Coordenades                                          | Codi?         | Imatge |
| ------------------------------------ | ------------ | ----------------------------- | ---------------------------------------- | ---------------------------------------------------- | ------------- | --- |
| Castell de Paüls                     | BCIN 1214-MH | Obra popular Medieval, XIX    | Paüls C. Cap de la Vila                  | 40° 55′ 20″ N, 0° 23′ 54″ E / 40.922263°N,0.398355°E | RI-51-0006663 | Castell de Paüls · Vegeu més fotos d'aquest monument · Carregueu una nova foto d'aquest monument                             |
| Església parroquial de Paüls         |              | Darreres tendències XX (1988) | Paüls La Placeta de Missa                | 40° 55′ 17″ N, 0° 23′ 54″ E / 40.921505°N,0.398227°E | IPA-13422     | Carregueu una nova foto d'aquest monument                                                                                    |
| L'Abadia                             |              | Obra popular XIII, XX         | Paüls C. Ca la Vila, 4                   | 40° 55′ 20″ N, 0° 23′ 55″ E / 40.922198°N,0.398569°E | IPA-13424     | L'Abadia (Paüls) · Vegeu més fotos d'aquest monument · Carregueu una nova foto d'aquest monument                             |
| Cementiri de Paüls                   |              | Obra popular XX (1919)        | Paüls Camí del Cementiri                 | 40° 55′ 23″ N, 0° 23′ 51″ E / 40.922984°N,0.397458°E | IPA-13425     | Carregueu una nova foto d'aquest monument                                                                                    |
| Casa popular al carrer Ca la Vila, 8 | BCIL 2006    | Obra popular                  | Paüls C. Ca la Vila, 8                   | 40° 55′ 20″ N, 0° 23′ 55″ E / 40.922269°N,0.398683°E | IPA-13426     | Casa popular al carrer Ca la Vila, 8 (Paüls) · Vegeu més fotos d'aquest monument · Carregueu una nova foto d'aquest monument |
| Ermita de Sant Roc                   | BCIL 1982    | Obra popular XIII-XIV, XX     | Paüls A uns 3 km a l'oest del nucli urbà | 40° 55′ 15″ N, 0° 23′ 07″ E / 40.920783°N,0.385272°E | IPA-13427     | Ermita de Sant Roc (Paüls) · Vegeu més fotos d'aquest monument · Carregueu una nova foto d'aquest monument                   |

## El Perelló
| Monument                                  | Protecció    | Estil/època       | Localització                                            | Coordenades                                          | Codi?         | Imatge |
| ----------------------------------------- | ------------ | ----------------- | ------------------------------------------------------- | ---------------------------------------------------- | ------------- | --- |
| Castellet de Sant Esteve                  | BCIN 1226-MH |                   | El Perelló Desaparegut                                  |                                                      | RI-51-0006665 | Carregueu una nova foto d'aquest monument                                                                                              |
| Torre del Garidell                        | BCIN 1230-MH | XIV-XV            | El Perelló L'Ampolla (sense restes)                     | 40° 51′ 01″ N, 0° 41′ 30″ E / 40.850222°N,0.691692°E | RI-51-0006670 | Carregueu una nova foto d'aquest monument                                                                                              |
| Torre del Puigvultó                       | BCIN 1231-MH | XVI               | El Perelló Desapareguda                                 | 40° 51′ 57″ N, 0° 44′ 58″ E / 40.865706°N,0.749529°E | RI-51-0006671 | Torre del Puigvultó (el Perelló) · Vegeu més fotos d'aquest monument · Carregueu una nova foto d'aquest monument                       |
| Torre de les Guàrdies                     | BCIN 1232-MH | XIX               | El Perelló Dalt d'un turó, a la partida de les Guàrdies | 40° 52′ 18″ N, 0° 43′ 33″ E / 40.871575°N,0.725855°E | RI-51-0006672 | Torre de les Guàrdies (el Perelló) · Vegeu més fotos d'aquest monument · Carregueu una nova foto d'aquest monument                     |
| Molí del Vent                             | BCIN 1233-MH | Obra popular XIII | El Perelló Av. de Catalunya, 4                          | 40° 52′ 16″ N, 0° 42′ 48″ E / 40.871081°N,0.713434°E | RI-51-0006673 | Molí del Vent (el Perelló) · Vegeu més fotos d'aquest monument · Carregueu una nova foto d'aquest monument                             |
| Església de l'Assumpció de la Mare de Déu | BCIL 1982    | Obra popular XX   | El Perelló Pl. de l'Església, 6                         | 40° 52′ 34″ N, 0° 42′ 48″ E / 40.876184°N,0.713401°E | IPA-13430     | Església de l'Assumpció de la Mare de Déu (el Perelló) · Vegeu més fotos d'aquest monument · Carregueu una nova foto d'aquest monument |
| Ermita de Sant Cristòfol                  |              | XX                | El Perelló Coll de les Forques, partida de la Pedrera   | 40° 51′ 49″ N, 0° 43′ 01″ E / 40.863608°N,0.716962°E | IPA-13431     | Ermita de Sant Cristòfol (el Perelló) · Vegeu més fotos d'aquest monument · Carregueu una nova foto d'aquest monument                  |
| Muralla de tancament urbà                 |              | Medieval-XIX      | El Perelló Pg. de la Muralla                            | 40° 52′ 35″ N, 0° 42′ 51″ E / 40.876282°N,0.714170°E | IPA-37027     | Carregueu una nova foto d'aquest monument                                                                                              |

## Roquetes
| Monument                                                      | Protecció    | Estil/època                        | Localització                                                 | Coordenades                                           | Codi?         | Imatge |
| ------------------------------------------------------------- | ------------ | ---------------------------------- | ------------------------------------------------------------ | ----------------------------------------------------- | ------------- | --- |
| Torre de Riba-roja, o Torre de Vila-roja                      | BCIN 1382-MH |                                    | Roquetes                                                     |                                                       | RI-51-0006708 | Carregueu una nova foto d'aquest monument                                                                                              |
| Església parroquial de Sant Antoni de Pàdua                   |              | XIX (1823)                         | Roquetes C. Major, 38                                        | 40° 49′ 13″ N, 0° 30′ 11″ E / 40.820415°N,0.503030°E  | IPA-13433     | Església parroquial de Sant Antoni de Pàdua (Roquetes) · Vegeu més fotos d'aquest monument · Carregueu una nova foto d'aquest monument |
| Antic Ajuntament de Roquetes                                  |              | Eclecticisme XIX (1881)            | Roquetes C. Canal, 11                                        | 40° 49′ 12″ N, 0° 30′ 18″ E / 40.820062°N,0.505017°E  | IPA-13434     | Antic Ajuntament de Roquetes · Vegeu més fotos d'aquest monument · Carregueu una nova foto d'aquest monument                           |
| Escorxador                                                    |              | Modernisme, noucentisme XX (1922)  | Roquetes C. Martínez de la Rosa, 2 - av. de la Vall de Safan | 40° 49′ 29″ N, 0° 30′ 00″ E / 40.824855°N,0.500107°E  | IPA-13435     | Escorxador (Roquetes) · Vegeu més fotos d'aquest monument · Carregueu una nova foto d'aquest monument                                  |
| Torre de la Vall del Marquès, o Torre de la Vall de Don Diego |              | Eclecticisme XIX                   | Roquetes Horta Alta, 5-6 - Vall del Marquès, 15              | 40° 49′ 29″ N, 0° 30′ 23″ E / 40.824603°N,0.506327°E  | IPA-13436     | Carregueu una nova foto d'aquest monument                                                                                              |
| Residència dels Pares Jesuïtes, Casa de Sant Josep            |              | Eclecticisme XIX (1889)            | Roquetes C. Horta Alta, 36-38                                | 40° 49′ 12″ N, 0° 29′ 39″ E / 40.820039°N,0.4941473°E | IPA-13437     | Residència dels Pares Jesuïtes (Roquetes) · Vegeu més fotos d'aquest monument · Carregueu una nova foto d'aquest monument              |
| Observatori de l'Ebre                                         |              | XX Inici                           | Roquetes C. Horta Alta, 36-38                                | 40° 49′ 15″ N, 0° 29′ 42″ E / 40.820870°N,0.495060°E  | IPA-13438     | Observatori de l'Ebre (Roquetes) · Vegeu més fotos d'aquest monument · Carregueu una nova foto d'aquest monument                       |
| Torre de Segarra, antiga Casa Fàbregues                       |              | Neoclassicisme-romàntic XIX (1870) | Roquetes C. Horta Alta, 42                                   |                                                       | IPA-13439     | Carregueu una nova foto d'aquest monument                                                                                              |
| Casa Pinyol                                                   |              | Neoclassicisme XIX                 | Roquetes Carrer Hort de la Vila, 13                          | 40° 49′ 23″ N, 0° 30′ 00″ E / 40.82295°N,0.49991°E    | IPA-13440     | Casa Pinyol (Roquetes) · Modifica el valor a Wikidata · Carregueu una nova foto d'aquest monument                                      |
| Hort de Cruells, Casa Cruells                                 |              | Obra popular XIX                   | Roquetes Carrer Masia, 3                                     | 40° 49′ 05″ N, 0° 30′ 23″ E / 40.81793°N,0.50634°E    | IPA-13441     | Carregueu una nova foto d'aquest monument                                                                                              |
| Església del Sagrat Cor de Jesús                              |              | Historicisme XX (1955)             | Roquetes Pl. Pare Cirera                                     | 40° 48′ 33″ N, 0° 29′ 43″ E / 40.809056°N,0.495245°E  | IPA-13443     | Església del Sagrat Cor de Jesús (Roquetes) · Vegeu més fotos d'aquest monument · Carregueu una nova foto d'aquest monument            |
| Edifici d'oficines d'Indústries IMSSA                         |              | Darreres tendències XX (1977)      | Roquetes C. del Sagrat Cor                                   | 40° 48′ 31″ N, 0° 29′ 43″ E / 40.808552°N,0.495235°E  | IPA-13444     | Edifici d'oficines d'Indústries IMSSA (Roquetes) · Vegeu més fotos d'aquest monument · Carregueu una nova foto d'aquest monument       |
| Mas dels Canonges                                             |              | Obra popular XIX-XX                | Roquetes Desviament ctra. Tortosa - Mas de Barberans         | 40° 47′ 08″ N, 0° 27′ 40″ E / 40.785438°N,0.461101°E  | IPA-13445     | Carregueu una nova foto d'aquest monument                                                                                              |
| Molí de l'Alcàsser                                            |              | Obra popular                       | Roquetes                                                     |                                                       | IPA-43216     | Carregueu una nova foto d'aquest monument                                                                                              |
| Mina de la Caramella                                          |              | Obra popular                       | Roquetes                                                     |                                                       | IPA-43217     | Carregueu una nova foto d'aquest monument                                                                                              |
| Mina Solana de la Mina, Mina del camí de Casetes Velles       |              | Obra popular                       | Roquetes                                                     |                                                       | IPA-43218     | Carregueu una nova foto d'aquest monument                                                                                              |
| Pou de la neu 3                                               |              | Obra popular XII-XX                | Roquetes                                                     |                                                       | IPA-43221     | Carregueu una nova foto d'aquest monument                                                                                              |

## Tivenys
| Monument                                                  | Protecció    | Estil/època                | Localització                                | Coordenades                                          | Codi?         | Imatge |
| --------------------------------------------------------- | ------------ | -------------------------- | ------------------------------------------- | ---------------------------------------------------- | ------------- | --- |
| Torre de Tivenys                                          | BCIN 1625-MH | Gòtic XV-XVI               | Tivenys C. Capdevila, 4                     | 40° 54′ 29″ N, 0° 30′ 43″ E / 40.908029°N,0.511925°E | RI-51-0006738 | Torre de Tivenys · Vegeu més fotos d'aquest monument · Carregueu una nova foto d'aquest monument                               |
| Església parroquial de Sant Miquel                        | BCIL 1982    | Barroc XVIII               | Tivenys Pl. de l'Església                   | 40° 54′ 27″ N, 0° 30′ 45″ E / 40.907484°N,0.512566°E | IPA-13447     | Església parroquial de Sant Miquel (Tivenys) · Vegeu més fotos d'aquest monument · Carregueu una nova foto d'aquest monument   |
| Antiga església de Sant Isidre, la Biblioteca, lo Quartel |              | Gòtic, renaixement XVI     | Tivenys C. Tortosa, 9                       | 40° 54′ 26″ N, 0° 30′ 44″ E / 40.907250°N,0.512274°E | IPA-13448     | Carregueu una nova foto d'aquest monument                                                                                      |
| Antiga Fàbrica de Farina de González                      |              | Eclecticisme XX            | Tivenys Encluses de l'assut de Tivenys      | 40° 55′ 18″ N, 0° 29′ 48″ E / 40.921538°N,0.496638°E | IPA-13449     | Antiga Fàbrica de Farina de González (Tivenys) · Vegeu més fotos d'aquest monument · Carregueu una nova foto d'aquest monument |
| Casa Sorra                                                |              | Barroc, obra popular XVII  | Tivenys C. Tortosa, 10                      | 40° 54′ 26″ N, 0° 30′ 42″ E / 40.907343°N,0.511599°E | IPA-13450     | Carregueu una nova foto d'aquest monument                                                                                      |
| Ermita de la Mare de Déu del Carme                        |              | Barroc XVIII               | Tivenys Camí del Cementiri, en un turó      | 40° 54′ 59″ N, 0° 30′ 59″ E / 40.916477°N,0.516325°E | IPA-13451     | Ermita de la Mare de Déu del Carme (Tivenys) · Vegeu més fotos d'aquest monument · Carregueu una nova foto d'aquest monument   |
| Pou-cisterna de l'ermita del Carme                        |              | Obra popular XVIII-XIX, XX | Tivenys A pocs metres de l'ermita del Carme | 40° 54′ 41″ N, 0° 30′ 58″ E / 40.911483°N,0.516052°E | IPA-13452     | Carregueu una nova foto d'aquest monument                                                                                      |

## Tortosa
Vegeu la llista de monuments de Tortosa

## Xerta
| Monument                                               | Protecció    | Estil/època                                   | Localització                                                       | Coordenades                                          | Codi?         | Imatge |
| ------------------------------------------------------ | ------------ | --------------------------------------------- | ------------------------------------------------------------------ | ---------------------------------------------------- | ------------- | --- |
| El Castell de Xerta                                    | BCIN 1830-MH | Medieval                                      | Xerta                                                              | 40° 54′ 47″ N, 0° 29′ 27″ E / 40.913161°N,0.490737°E | RI-51-0006809 | Carregueu una nova foto d'aquest monument                                                                                                |
| Assut de Xerta                                         | BCIL 2008    | Obra popular XIII-XX                          | Xerta Benifallet i Tivenys                                         | 40° 55′ 29″ N, 0° 29′ 23″ E / 40.92486°N,0.48969°E   | IPA-5406      | Assut de Xerta (Benifallet, Tivenys i Xerta) · Vegeu més fotos d'aquest monument · Carregueu una nova foto d'aquest monument             |
| Nucli antic de Xerta                                   | BCIL 2008    |                                               | Xerta                                                              | 40° 54′ 23″ N, 0° 29′ 26″ E / 40.90634°N,0.49049°E   | IPA-13798     | Nucli antic de Xerta · Vegeu més fotos d'aquest monument · Carregueu una nova foto d'aquest monument                                     |
| Restes de Casa Sentís i de la Capella de la Immaculada | BCIL 2008    | Obra popular XVI-XVII                         | Xerta C. Major, 39                                                 | 40° 54′ 24″ N, 0° 29′ 33″ E / 40.906616°N,0.492498°E | IPA-13799     | Carregueu una nova foto d'aquest monument                                                                                                |
| Església parroquial de l'Assumpció                     | BCIL 2008    | Gòtic, renaixement, barroc XIV, XVI, XVII, XX | Xerta Pl. Major,1                                                  | 40° 54′ 23″ N, 0° 29′ 27″ E / 40.906317°N,0.490896°E | IPA-13800     | Església parroquial de l'Assumpció (Xerta) · Vegeu més fotos d'aquest monument · Carregueu una nova foto d'aquest monument               |
| Casa Ceremines                                         | BCIL 2008    | Modernisme XVII-XIX                           | Xerta C. Santa Teresa, 14                                          | 40° 54′ 22″ N, 0° 29′ 29″ E / 40.906080°N,0.491312°E | IPA-13801     | Casa Ceremines (Xerta) · Vegeu més fotos d'aquest monument · Carregueu una nova foto d'aquest monument                                   |
| Casa Ravanals, o Casa senyora Amparito                 | BCIL 2008    | Obra popular XVII-XIX                         | Xerta C. Major, 14                                                 | 40° 54′ 24″ N, 0° 29′ 31″ E / 40.906546°N,0.492049°E | IPA-13802     | Casa Rabanals (Xerta) · Vegeu més fotos d'aquest monument · Carregueu una nova foto d'aquest monument                                    |
| Casa Pau, antic Círculo Chertense                      | BCIL 2008    | Obra popular XVIII, XIX                       | Xerta Pl. Major, 16                                                | 40° 54′ 23″ N, 0° 29′ 27″ E / 40.906473°N,0.490794°E | IPA-13803     | Carregueu una nova foto d'aquest monument                                                                                                |
| Casa Navarro                                           | BCIL 2008    | Eclecticisme XVII-XIX (façana 1859)           | Xerta C. Santa Anna, 7                                             | 40° 54′ 23″ N, 0° 29′ 28″ E / 40.906476°N,0.491166°E | IPA-13804     | Casa Navarro (Xerta) · Vegeu més fotos d'aquest monument · Carregueu una nova foto d'aquest monument                                     |
| Escoles Velles, Casa de la Vila                        | BCIL 2008    | Eclecticisme, modernisme XIX (1896)           | Xerta Pl. Major, 13                                                | 40° 54′ 24″ N, 0° 29′ 26″ E / 40.906745°N,0.490552°E | IPA-13805     | Escoles Velles (Xerta) · Vegeu més fotos d'aquest monument · Carregueu una nova foto d'aquest monument                                   |
| Vil·la Retiro                                          | BCIL 2008    | Modernisme, eclecticisme XIX (1892)           | Xerta C. dels Molins, 2                                            | 40° 54′ 44″ N, 0° 29′ 23″ E / 40.912131°N,0.489851°E | IPA-13806     | Vil·la Retiro (Xerta) · Vegeu més fotos d'aquest monument · Carregueu una nova foto d'aquest monument                                    |
| Molí del Mig                                           | BCIL 2008    | Obra popular XVIII                            | Xerta En un descampat al camí que surt del molí de Baix            | 40° 54′ 46″ N, 0° 29′ 20″ E / 40.91264°N,0.48890°E   | IPA-13807     | Carregueu una nova foto d'aquest monument                                                                                                |
| Molí de Baix                                           | BCIL 2008    | Obra popular, gòtic, modernisme XV, XIX       | Xerta C. dels Molins, 6-10                                         | 40° 54′ 45″ N, 0° 29′ 22″ E / 40.91239°N,0.48938°E   | IPA-13808     | Carregueu una nova foto d'aquest monument                                                                                                |
| Molí de Dalt                                           | BCIL 2008    | Obra popular XVI-XVII                         | Xerta Camí al Molí de Dalt                                         | 40° 54′ 53″ N, 0° 29′ 23″ E / 40.914825°N,0.489659°E | IPA-13809     | Molí de Dalt (Xerta) · Vegeu més fotos d'aquest monument · Carregueu una nova foto d'aquest monument                                     |
| Capelles de Sant Zenó i la Mare de Déu del Pilar       | BCIL 2008    | Obra popular XVIII-XIX, XX                    | Xerta C. Major                                                     | 40° 54′ 24″ N, 0° 29′ 35″ E / 40.906738°N,0.493031°E | IPA-13810     | Capelles de Sant Zenó i la Mare de Déu del Pilar (Xerta) · Vegeu més fotos d'aquest monument · Carregueu una nova foto d'aquest monument |
| Habitatge al carrer Sant Martí, 27                     | BCIL 2008    |                                               | Xerta C. Sant Martí, 27                                            | 40° 54′ 26″ N, 0° 29′ 24″ E / 40.90722°N,0.49001°E   | IPA-38218     | Carregueu una nova foto d'aquest monument                                                                                                |
| Casa Ballestero                                        | BCIL 2008    | Modernisme XIX                                | Xerta C. Santa Quitèria, 50                                        | 40° 54′ 28″ N, 0° 29′ 27″ E / 40.90776°N,0.49071°E   | IPA-38219     | Carregueu una nova foto d'aquest monument                                                                                                |
| Habitatge al carrer Major, 7                           | BCIL 2008    |                                               | Xerta C. Major, 7                                                  | 40° 54′ 24″ N, 0° 29′ 29″ E / 40.90654°N,0.49152°E   | IPA-38220     | Carregueu una nova foto d'aquest monument                                                                                                |
| Habitatge al carrer Major, 4                           | BCIL 2008    |                                               | Xerta C. Major, 4                                                  | 40° 54′ 23″ N, 0° 29′ 30″ E / 40.90644°N,0.49154°E   | IPA-38221     | Carregueu una nova foto d'aquest monument                                                                                                |
| Senyalització nivell de les riuades                    | BCIL 2008    | Obra popular XIX-XX                           | Xerta Pl. Major, 1, façana de l'església parroquial de l'Assumpció | 40° 54′ 23″ N, 0° 29′ 26″ E / 40.906330°N,0.490692°E | IPA-38222     | Senyalització nivell de les riuades (Xerta) · Vegeu més fotos d'aquest monument · Carregueu una nova foto d'aquest monument              |
| Antiga Estació del ferrocarril                         | BCIL 2008    | Obra popular, noucentisme XX (1930-40)        | Xerta Av. de l'Estació, 10                                         | 40° 54′ 34″ N, 0° 29′ 20″ E / 40.90951°N,0.48893°E   | IPA-38223     | Antiga estació del ferrocarril (Xerta) · Vegeu més fotos d'aquest monument · Carregueu una nova foto d'aquest monument                   |
| Tram urbà del canal de la dreta de l'Ebre              | BCIL 2008    | XIX                                           | Xerta Al sud del nucli urbà                                        |                                                      | IPA-41684     | Carregueu una nova foto d'aquest monument                                                                                                |
| Aqüeducte dels Arquets i séquies principals            | BCIL 2008    | Obra popular Medieval                         | Xerta Camí dels Arquets, zona de los Arquets                       |                                                      | IPA-41685     | Carregueu una nova foto d'aquest monument                                                                                                |